# 비슈누고파
비슈누고파( IAST : Viṣṇugopa)는 칸치의 팔라바 왕이었다. 그는 붓다바르만의 아들이다.
그는 굽타 제국의 남부 원정에서 굽타 황제 사무드라굽타에게 패한 왕들 중 한 명이었다. 마유라샤르마는 팔라바 세력이 약화된 틈을 타 카담바 왕조를 세웠다.
사무드라굽타의 알라하바드 석주 비문의 구절(19~20행)에는 비슈누고파가 언급되어 있다.
(19–20행)그의 용맹스러움이 용맹스러움과 어우러진 것은 (그가) 먼저 닥쉬나파타의 모든 왕들, 예를 들어 코살라의 마헨드라, 마하칸타라의 비야그라라자, 쿠라라의 만타라자, 피쉬타푸라의 마헨드라기리, 코투라의 스바미닷타, 에란디팔라의 다마나, 칸치의 비슈누고파, 아바묵타의 닐라라자, 벵기의 하스티바르만, 팔락카의 우그라세나, 데바라슈트라의 쿠베라, 쿠스탈라푸라의 다나얀자야 등을 포로로 잡았다가 석방하는 은혜를 베푼 것에서 비롯되었다.— 사무드라굽타의 알라하바드 기둥 비문 제19-20행.